# Herman Verbaere
Herman Verbaere, né le 13 mars 1905 à Wetteren et mort le 26 août 1993 à Zottegem, est un peintre belge.
Fils d’un imprimeur de Wetteren, il fut peintre de paysages, aquarelliste, dessinateur, graveur et affichiste.
Il réalisa de nombreuses affiches pour la SNCB entre 1935 et 1967. Il travailla de 1962 à 1970 sur l'émission de timbres ayant pour thème la Belgique.
Il fut aussi illustrateur pour les livres Fair Face of Flanders de Patricia Carson, paru en 1969 et Ghent: Bastion of Flanders de Paul De Ryck, paru en 1958.

## Liens
- Notices d'autorité :   - VIAF
  - ISNI
  - BnF (données)
  - IdRef
  - GND
  - Belgique
  - Pays-Bas
  - NUKAT
- Ressources relatives aux beaux-arts :   - Bénézit
  - MutualArt
  - RKDartists
- Herman Verbaere sur le site trainworld.be
- Herman Verbaere sur le blog Art in stamps (en anglais)
- Herman Verbaere (pdf) sur infotheek-dintel.nl (en néerlandais)
- Herman Verbaere sur le site des Musées royaux des Beaux-Arts de Belgique

1. ↑  « http://www.archiefbank.be/dlnk/AE_13859 »